# Mateo (película de 2014)
Mateo es una película dramática colombiana de 2014 dirigida y escrita por María Gamboa Jaramillo y protagonizada por Carlos Hernández, Felipe Botero y Samuel Lazcano Monsalve. Fue seleccionada como la cinta representativa de Colombia en la categoría "mejor película en idioma extranjero" en la versión No. 87 de los Premios de la Academia, pero finalmente no llegó a ser nominada.

## Sinopsis
Mateo (Carlos Hernández) es un joven de 16 años que es un extorsionista de su tío Walter (Samuel Lazcano Monsalve), un reconocido criminal. Su nueva misión es infiltrarse en un grupo de teatro para exponer las actividades políticas de los actores que lo conforman. Mateo, fascinado con el mundo del teatro, debe decidir si revelar la información a su malvado tío o respetar las vidas de sus nuevos amigos.

## Reparto
- Carlos Hernández
- Felipe Botero
- Samuel Lazcano Monsalve